# 李康敏
李康敏（Herman Li Hong Man；1976年10月3日—），香港出生，是英國樂隊龍族悍將的吉他手。主要特徵是其長髮及速彈。

## 經歷
他的雙親是來自香港的實業家。少年時曾經在法國居住過，後來全家移民到英格蘭居住。能講粵語、英語、法語三種語言。喜好遊戲，少年時代愛好PC Engine遊戲機。
13歲的時候開始玩吉他。自2008年，他開始使用他的代言結他Ibanez E-GEN。

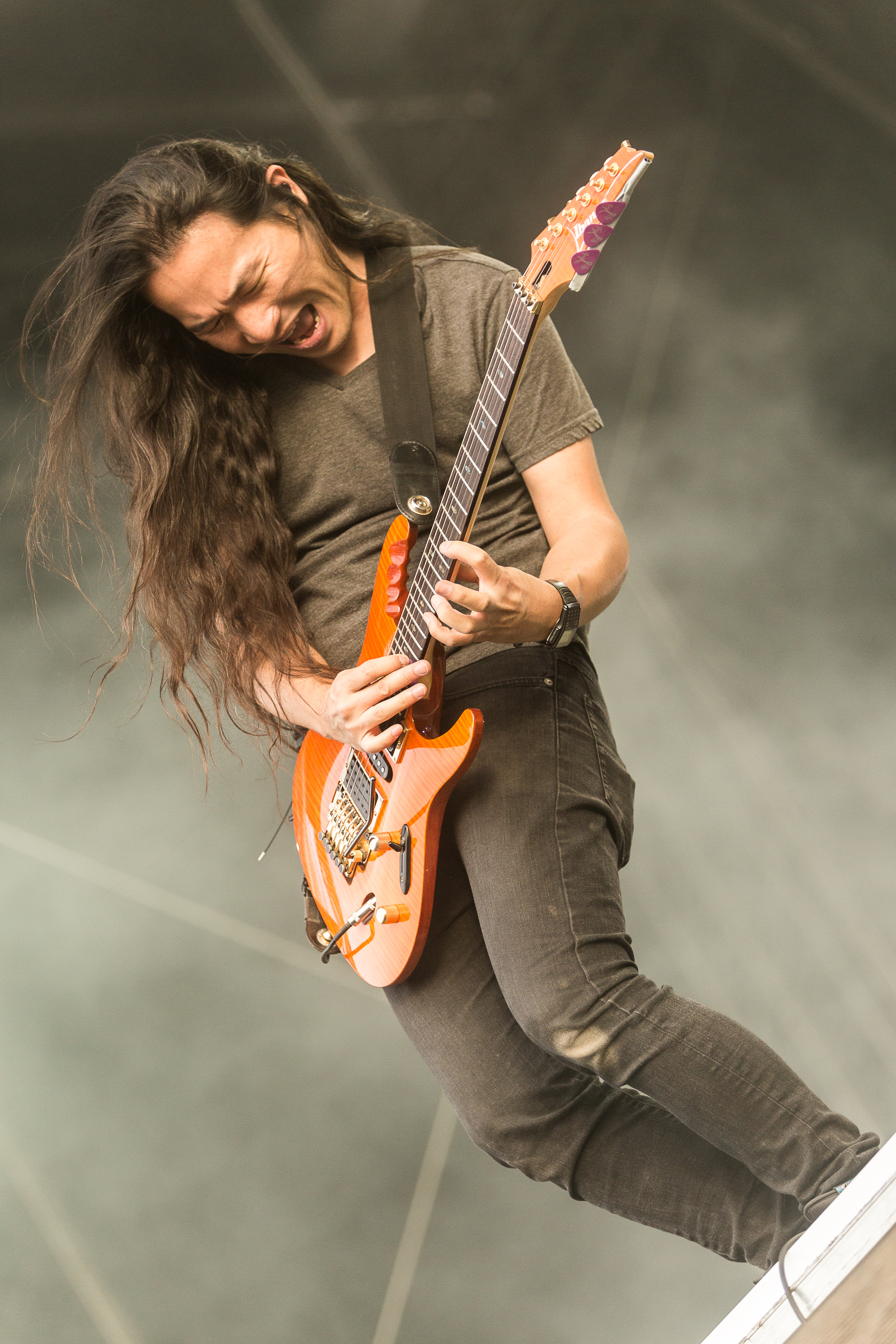
Rockharz 2019

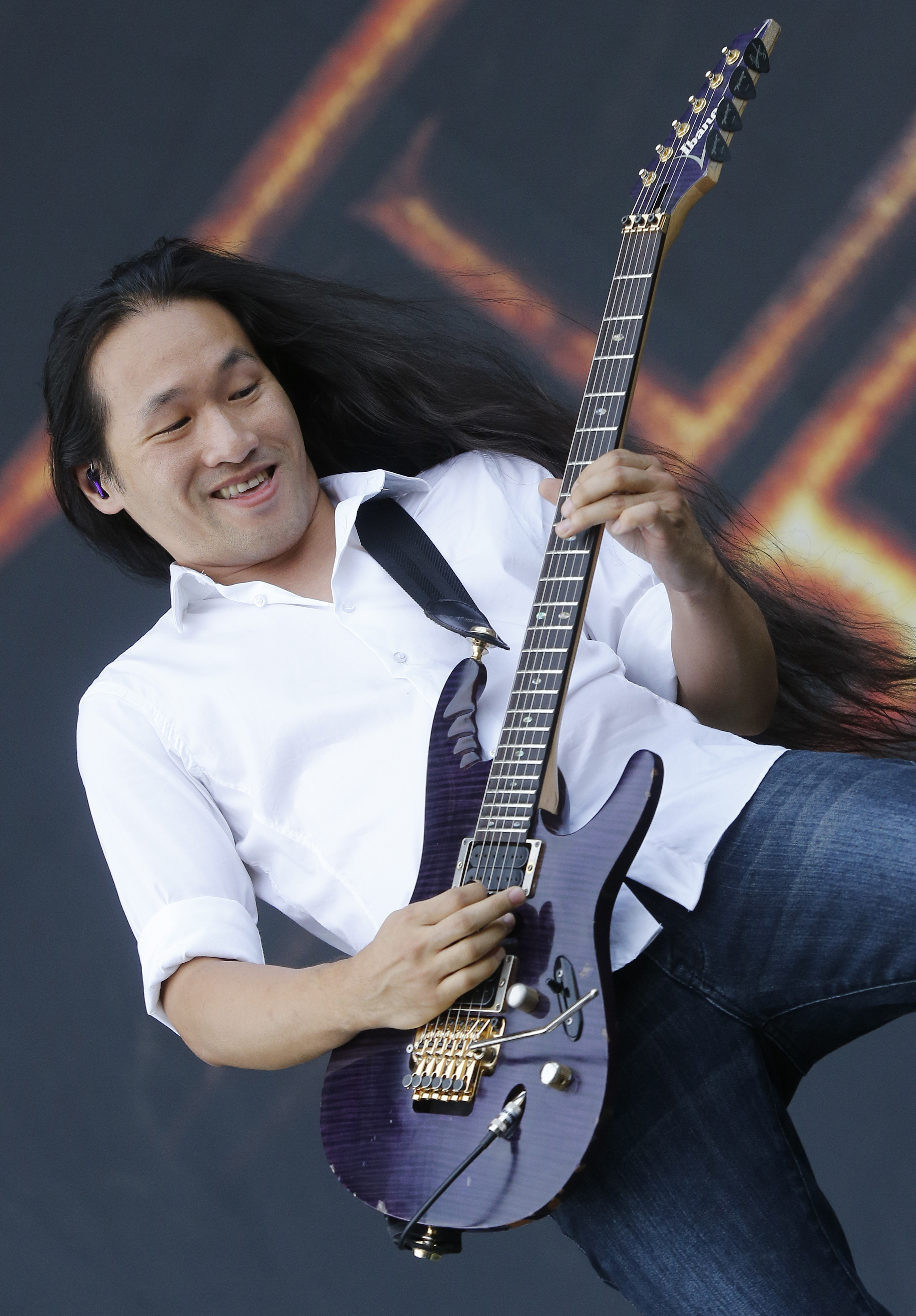
李康敏演奏他的Ibanez E-GEN18簽名吉他

## 音樂風格
Herman Li 受到搖滾、金屬所有子流派以及電子遊戲音樂的影響，並經常模仿 20 世紀 80 年代末、90 年代初街機和電腦遊戲的流行復古遊戲的聲音。而且他非常喜歡玩電子遊戲。
他的演奏風格包括快速下降和上升的連奏和斷奏連奏、異國情調的音階運行、廣泛使用和聲小調和弗里吉亞主導音階、極端使用他的打擊棒、快速完全上升和下降掃撥琶音、交替撥弦和兩個- 用手敲擊較高的音品，並結合許多其他碎吉他風格的技術。 
Herman 有時會使用一種名為「Hot Hands」的裝置，它像戒指一樣戴在他的右手上，搖晃時會產生劇烈的顫音，使他能夠更好地模擬某些視頻遊戲的聲音。他表示 Joe Satriani、Steve Vai 和 Tony MacAlpine 的吉他演奏極大地啟發了他自己的風格。 Herman 是左撇子，但用右手彈吉他。

## 流行文化
Herman Li和樂隊成員Sam Totman在多款電子遊戲中出現的力量金屬歌曲“Through the Fire and Flames”中表演雙吉他獨奏。 在《吉他英雄》節奏遊戲系列中，這首歌首先作為可解鎖的獎勵歌曲出現在《吉他英雄III：搖滾傳奇》中，後來作為DLC 出現在《吉他英雄Smash Hits》和《吉他英雄Live》以及《搖滾樂團3》中。 這首歌也在 Rocksmith 2014 中出現。

## 外部連結
- DragonForce website
- Herman's profile at DragonForce.com
- Herman Li's Official MySpace page （页面存档备份，存于）
- 李康敏的新浪微博

1. ↑  .   [2024-04-20]. （原始内容存档于2024-08-25）.
2. ↑  .   [2024-04-20]. （原始内容存档于2023-12-15）.
3. ↑  .   [2024-04-20]. （原始内容存档于2024-04-20）.